# Svenska mästerskapet i bandy 1927
Svenska mästerskapet i bandy 1927 avgjordes genom att IK Göta vann mot Västerås SK med 5-1 i finalmatchen på Stockholms stadion den 27 februari 1927.

## Matcher

### Kvartsfinaler
- 6 februari 1927: IF Göta-Västerås SK 1-2
- 6 februari 1927: IF Vesta-IK Sleipner 9-0
- 6 februari 1927: IK Sirius-IFK Strängnäs 4-2
- 30 januari 1927: IK Göta-IFK Rättvik 5-4

### Semifinaler
- 13 februari 1927: Västerås SK-IF Vesta 4-1
- 13 februari 1927: IK Sirius-IK Göta 4-5

### Final
- 27 februari 1927: IK Göta-Västerås SK 5-1 (Stockholms stadion)

IK Göta svenska mästare i bandy 1927.

## Svenska mästarna
Mall:IK Göta Bandy 1927

### Fotnoter
1. ↑  Erik Jonsson. ”1920–1929”. Svenska Bandyförbundet. https://www.svenskbandy.se/BANDYFINALEN/HISTORIK/Svenskamastare/Herrar/1920-1929/. Läst 20 mars 2020.
2. ↑  ”Västerås Sportklubbs SM-finaler i bandy”. VSK Forum. http://www.vskforum.com/vsk.nu/SM-finallag.html. Läst 21 juli 2011.
3. ↑  ”Bandy”. Svenska Dagbladets årsbok. 6 februari 1927. sid. 202. https://runeberg.org/svda/1927/0204.html. Läst 6 juni 2011.